# 王飞 (律师)
王飞（？—），男，中国律师，现属北京泽博律师事务所。经常提供弱势群体法律援助。

## 生平
2017年起用时3年参与平反张玉环案。
2020年教师节接手了一个江西申诉40多年老教师的案子。